# چینژکوویتسه (استان اوپوله)
چینژکوویتسه (به لهستانی:  Ciężkowice) یک روستا در لهستان است که در گمینا پولسکا تسرکیو واقع شده‌است. چینژکوویتسه ۴۲۲ نفر جمعیت دارد.